# Lema fundamental de teoria dos crivos
Em teoria dos números, especificamente em teoria dos crivos, o lema fundamental de teoria de crivos é um de vários resultados que sistematizam o processo de aplicar métodos de crivagem a problemas particulares. Halberstam e Richert

asseguram:

Uma curiosidade na literatura dos métodos de crivagem, é que bem se usa frequentemente o Brun, tendo poucos intentos de formular um teorema geral de Brun (tal como o teorema 2.1); como resultado, existem demasiados trabalhos surpreendentes, os quais se repetem em considerável detalhe, nos passos dos argumentos de Brun.
Diamond e Halberstam
atribuíram a terminologia Lema Fundamental a Jonas Kubilius.

## Notação Comum
Usaremos a seguinte notação:
- A é um conjunto de X inteiros positivos, isto é |A|=X, e Ad é o subconjunto de A de inteiros divisíveis por d.
- w(d) e Rd são funções de A e de d que estimam o número de elementos de A que são divisíveis por d, de acordo com a fórmula

{\displaystyle \left\vert A_{d}\right\vert ={\frac {w(d)}{d}}X+R_{d}.}
Logo w(d) / d representa uma densidade aproximada de membros divisíveis por d, e Rd representa um erro ou término de resíduo.
- P é um conjunto de primos, e P(z) é o produto dos elementos deste que são menores ou iguais a z
- S(A, P, z) é o número de elementos de A que não são divisíveis por qualquer primo em P isto é ≤ z
- κ é uma constante, chamada densidade discriminadora,[3] que aparece nas hipóteses anteriores . Esta medida de peso é uma média ponderada do número de classes residuais afastadas por cada primo.

## Lema fundamental do crivo combinatório
Esta formulação é de Tenenbaum. Outras formulações em Halberstam e Richert, en Greaves, e en Friedlander e Iwaniec.
Consideremos as seguinte hipóteses :
- w(d) é uma função multiplicativa.
- a densidade discriminadora κ satisfaz, para alguma constante C e qualquer par de números reais η e ξ com 2 ≤ η ≤ ξ:

{\displaystyle \prod _{\eta \leq p\leq \xi }\left(1-{\frac {w(p)}{p}}\right)^{-1}<\left({\frac {\ln \xi }{\ln \eta }}\right)^{\kappa }\left(1+{\frac {C}{\ln \eta }}\right).}
Existe um parâmetro u ≥ 1 isto é, a nossa disposição. Temos uniformente em A, X, z, e u que
{\displaystyle S(a,P,z)=X\prod _{p\leq z,p\in P}\left(1-{\frac {w(p)}{p}}\right)\{1+O(u^{-u/2})\}+O\left(\sum _{d\leq z^{u},d|P(z)}|R_{d}|\right).}
Para certas aplicações fixamos u de maneira que obtemos o melhor término de erro possível. No crivo isto representa o número de níveis no princípio de inclusão-exclusão.

## Lema fundamental para o crivo de Selberg
Esta formulação viene de Halberstam e Richert. outra formulação encontra-se em Diamond e Halberstam.
Considere as hipóteses :
- w(d) é uma função multiplicativa.
- a densidade discriminadora κ satisfaz, para alguma constante C e para qualquer par de números reais η e ξ con 2 ≤ η ≤ ξ:

{\displaystyle \sum _{\eta \leq p\leq \xi }{\frac {w(p)\ln p}{p}}<\kappa \ln {\frac {\xi }{\eta }}+C.}
- w(p) / p < 1 - c para algum número pequeno fixo c e todo p
- | Rd | ≤ ω(d) onde ω(d) é o número de distintos divisores primos de d.

O lema fundamental tem ao menos a mesma forma que a do crivo combinatório. Tomando u = ln X / ln z. a conclusão é:
{\displaystyle S(a,P,z)=X\prod _{p\leq z,p\in P}\left(1-{\frac {w(p)}{p}}\right)\{1+O(e^{-u/2})\}.}
Note que u não é um parâmetro pequeno a nossa disposição, mas é controlada pela variável z, a qual encontra-se a nossa disposição.
Note que o término de erro é mais débil que o término existente no lema fundamental do crivo combinatório. Halberstam e Richert asseguram: "Logo não é certo dizer, como se tem assegurado na literatura (matemática) pelos tempos dos tempos, que o crivo de Selberg é sempre melhor que o de Brun."